# 薏苡属
薏苡属（学名：Coix）是禾本目禾本科下的一个属，为单子叶植物。该属约有4、5种，多产于热带亚洲。

## 分类
本属归类于黍亚科须芒草族薏苡亚族（Coicinae），薏苡亚族只有这一属，而筒轴茅亚族（Rottoelliinae）是本属的姐妹群。
本属包含的物种及种下分类如下：
- 薏苡 Coix lacryma-jobi：又名念珠薏苡
  - 薏米 Coix lacryma-jobi var. ma-yuen：又名台湾薏苡
  - 窄果薏苡 Coix lacryma-jobi var. stenocarpa
- 盖氏薏苡 Coix gasteenii
- 水生薏苡 Coix aquatica
- 小珠薏苡 Coix puellarum